# Леонард Муламба
Генерал-майор Леонард Муламба (нар. 1930) — конголезький військовий та політичний діяч, прем'єр-міністр країни у 1965–1966 роках.
Муламба був начальником штабу Національної конголезької армії з жовтня 1964 до моменту, коли він зайняв пост глави уряду після приходу до влади Жозефа Мобуту.